# Омер-бег Бајровић
Омер-бег Бајровић био је мајор црногорске војске, угледни грађанин и добротвор из Пљевља, познат по свом великом доприносу друштвеном, културном и хуманитарном развоју овог града у првим деценијама 20. века. Потиче из познате муслиманске породице Бајровић, чији су чланови оставили дубок траг у локалној историји, помажући и муслиманском и српском становништву. Био је велики поборник српске националне идеје код бошњачких муслимана који су били у већини српског порекла. Сматрао је да бошњачким муслиманима Аустроугарска није домовина већ само окупатор.

## Живот и доброчинство
Омер-бег је био познат по свом великом добротворству и жељи да помогне заједници. Најзначајнији део његовог рада било је финансирање школовања српске деце из Пљеваља у Солуну, Истанбулу и Бечу. Међу њима су били:
- Урош Ружичић, професор педијатрије и аутор уџбеника о нези деце,[4]
- Мехмед Челебић, познати лекар.

Омер-бег је након повлачења турске војске из Пљеваља поклонио 350 оваца за „обнову Црне Горе“, чиме је задобио признање од краља Николе I, који му је доделио чин почасног мајора црногорске војске. Имао је велику воденицу и сваког месеца делио брашно сиромашнима. Породици Мирка Папића, касније професора математике, дао је кућу на бесплатно коришћење и редовно брашно. Изградио је и половину нове зграде пљеваљске гимназије након што је стара изгорела у пожару, јер новац сакупљен од Срба није био довољан за целу зграду.
У свом конаку је ангажовао куварице из Беча, а гости су били углавном странци. У кућу је унео и клавир, на којем су касније многа деца у гимназији учила прве акорде.

## Смрт
Почетком Првог светског рата, због својих пријатељских веза са Србима, Аустроугари су га на превару одвели у Сарајево. Иако је његова мајка Дервиша инсистирала да пође с њим, у Сарајево је стигла само да би сведочила његовом понижавању – везан је за фијакер и вучен по земљи. Према сведочењу његове сестричине Дервише Дрнде, Омер-бег је након неколико дана у сарајевском затвору умро, вероватно отрован. О животу и смрти Омера-бега Бајровића пише професор Салих Селимовић у својој књизи Знаменити Срби исламске вероисповести, као и књижевница Милка Бајић Подерегин у свом роману Свитање.

## Наслеђе
У Пљевљима се данас једна улица зове по њему – Улица Омера-бега Бајровића. Његова породица, посебно брат од стрица Мехмед-паша Бајровић, такође је оставила значајан траг у историји града – донирали су злато манастиру Света Тројица и добијали висока одликовања, укључујући и Орден Светог Саве.